# کوخم-کوتسه
کوخم-کوتسه (به لهستانی:  Kuchmy-Kuce) یک روستا در لهستان است که در گمینا میخاوووو واقع شده‌است.